# Kraftwerk Union

Företagets logotyp.

Kraftwerk Union (KWU) var ett dotterbolag till Siemens AG och AEG för byggandet av kraftverk och framförallt kärnkraftverk. Tillverkningsorter var  Mülheim an der Ruhr, Erlangen, Berlin och Offenbach am Main. 
AEG och Siemens började samarbeta på kraftverksområdet 1968. 1969 följde skapandet av det gemensamma bolaget Kraftwerk Union. 1973 tog Kraftwerk Union över AEG:s kärnkraftsdel. Siemens kraftverksdel gick 1969 in i Kraftwerk Union.  AEG och Siemens grundade 1969 även Transformatoren Union (TU). Under 1980-talet hade Kraftwerk Union sina framgångsrikaste år med kärnkraftsserien Konvoi. Kraftwerk Union byggde bland annat kraftverk i Schweiz och Iran (Buschir). Kraftwerk Union byggde även kärnkraftverket Zwentendorf i Österrike som efter en folkomröstning aldrig togs i bruk. I Tyskland har man byggt ett stort antal kraftverk och kärnkraftverk.
Kraftwerk Union blev senare integrerat i Siemens AG och heter idag Siemens Nuclear Power och TU heter Siemens Power Generation.